# Limnichoderus seclusus
Limnichoderus seclusus är en skalbaggsart som beskrevs av Wooldridge 1987. Limnichoderus seclusus ingår i släktet Limnichoderus och familjen lerstrandbaggar. Inga underarter finns listade i Catalogue of Life.